# Heterocyathus alternatus
Heterocyathus alternatus là một loài san hô trong họ Caryophylliidae. Loài này được Verrill mô tả khoa học năm 1865.